# Llionsk (sprog)
Llionsk (llionés) er et romansk sprog som tales af imellem 25.000 og 50.000 mennesker i et område som omfatter dele af Spanien og Portugal, nærmere bestemt: provinsen León, provinsen Zamora (i Spanien) og provinsen Bragança (i Portugal).

## Fodnoter
1. ↑  Facendera pola Llengua's newsletter